# Aux animaux
aux animaux ist ein an Weihnachten 2015 von der Musikerin Gözde Düzer in Stockholm gegründetes Musik-Projekt im Bereich von Synthiepop.
Gözde Düzer stammt aus Istanbul und lebt in Stockholm; zuvor war sie auch einige Monate in Straßburg. Sie spielt Bass und Theremin und bezeichnet ihre Musik als Hauntwave. Sie spielte im Vorprogramm von Hante und Sólveig Matthildur. Im April 2023 ging sie mit She Past Away in Deutschland und den Niederlanden auf Tour. 
Der französische Projektname aux animaux bedeutet übersetzt „für die Tiere“ und verweist auf die Tierrechtsbewegung und den Veganismus. Ihr Video Lost Souls zeigt Aufnahmen der Tierrechtsorganisation Djurrättsalliansen. Im März 2023 veröffentlichte sie die EP Operatione Daemonum unter dem Namen Melaina Chole.

## Diskografie
- Black Holes (EP, Januar 2018)
- Stockholm Synthrome (EP, April 2020)
- The Hydesville Episode (Album, März 2022)
- Devil Inside (Single, September 2022)
- Hauntology (Album, Dezember 2022)
- Lost Souls (Single, April 2023)
- Body horror (Album, Dezember 2023)